# Leverner Hügel
Der Leverner Hügel, auch Leverner Stiftshügel oder im Niederdeutschen Lierwernske Hürbel genannt, liegt in der Gemeinde Stemwede im Norden Nordrhein-Westfalens. Er ist bis zu 67,9 m ü. NN hoch.

## Lage
Der Leverner Hügel liegt fast komplett im Stemweder Ortsteil Levern, seine Ausläufer jedoch reichen bis nach Niedermehnen, Twiehausen und Destel. Der Leverner Hügel liegt, genau wie die „kleine Schwester“, der Sunderner Hügel, in der Rahden-Diepenauer Geest. Der Leverner Hügel wird in einem Bogen vom Großen Dieckfluss umflossen. Von Südosten kommend passiert er den Süden, den Westen und den Nordwesten des Hügels.

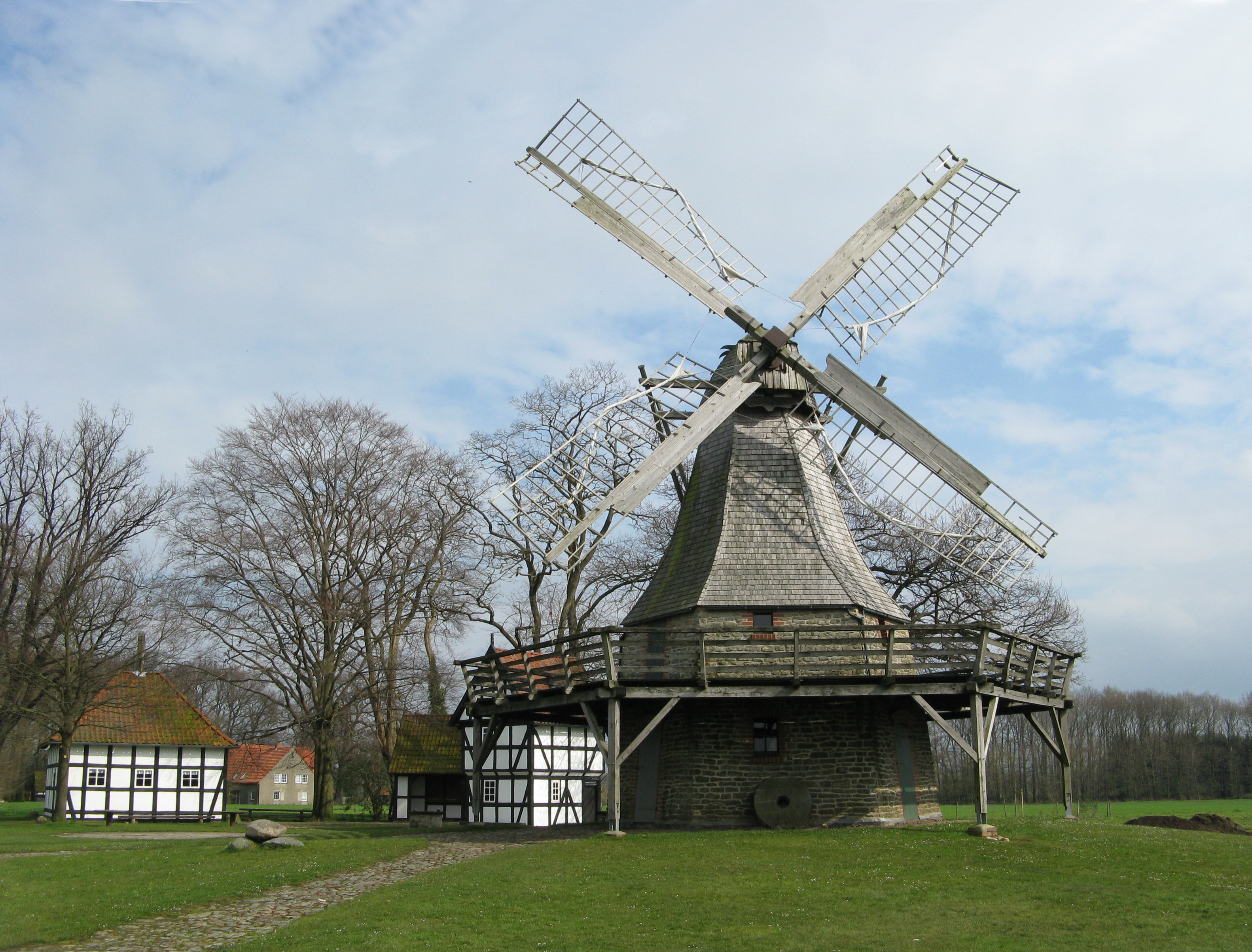
Windmühle am Rande des Hügels

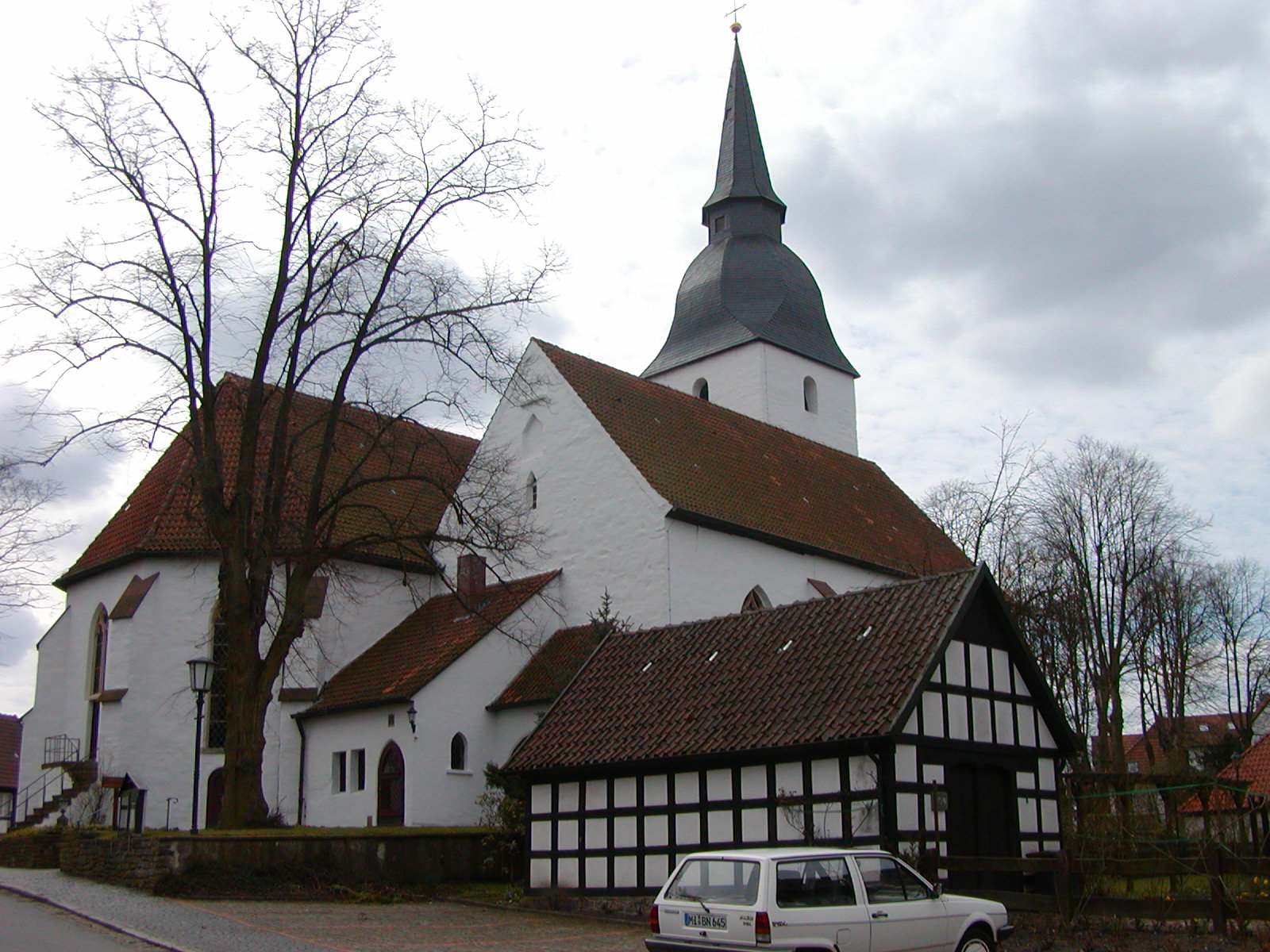
Kirche auf dem Stiftshügel Levern

## Landschaftsbild
Der Leverner Hügel ist, im Gegensatz zum Sunderner Hügel, zum größten Teil bebaut bzw. landwirtschaftlich genutzt. Der Hügel ist ungefähr vier Kilometer lang und mit den bis nach Twiehausen reichenden Ausläufern bis zu sechs Kilometer breit. Er verleiht dem historischen Kern Leverns, zumindest  rund um die Kirche, ein in gewisser Weise beinahe mittelgebirgisches Gepräge, mit vergleichsweise steilen Gassen und Straßen, die man nicht unbedingt so in der Norddeutschen Tiefebene erwartet.

## Sehenswertes
Auf dem Hügel befindet sich das schon über 1000-jährige ehemalige Stiftsdorf Levern mit vielen alten Fachwerkhäusern. Direkt auf dem Gipfel des Leverner Stiftshügels thront die wegen ihrer kalkweißen Farbe weithin sichtbare, schon aus dem Jahre 1227 stammende Leverner Doppelkirche, die aus Gemeinde- und ehemaliger Stiftskirche besteht. Außer der ehemaligen Zisterzienser-Kirche befinden sich auf dem Hügel weitere sehenswerte Gebäude, wie z. B. die alten Stiftsgebäude und das Wohnhaus der berühmten Kochbuchautorin Henriette Davidis.
Außerdem gab es in Levern bis September (!) 1938 eine Synagoge.

## Erhebungen
Der Leverner Hügel ist bis zu 67,9 Meter hoch, wobei man beachten muss, dass der Turm der Kirche, die auf der Spitze steht, auch noch einmal über 30 Meter misst. Die Erhebungen des Leverner Hügels sind, außer dem „Stiftshügel“, der höchsten Erhebung, namenlos.

## Fließgewässer
Um Levern bzw. den Leverner Hügel herum fließt in großem Bogen der Große Dieckfluss, ein Nebenfluss der Großen Aue, die ein Nebenfluss der Weser ist.

## Ortschaften
- Levern
- Niedermehnen
- Twiehausen
- Destel
- Stemwede-Sundern